# Ekonomiåret 1917

## Händelser
- 8 januari - Svenska staten beslagtar all brödsäd, mjöl och bröd i ransoneringssyfte.
- 15 januari - Brödet ransoneras i Sverige. Dagsransonen är 250 gram mjöl per person.
- 19 februari - Kafferansonering införs i Sverige.

## Bildade företag
- Svenska Tändsticksaktiebolaget bildas.[1]

## Födda
- 17 januari - Joseph W. Barr, amerikansk demokratisk politiker, USA:s finansminister 1968-1969.